# Johann Georg Schelhorn
Johann Georg Schelhorn (1694–1773) est un théologien allemand.

## Biographie
Né à Memmingen, il étudie la philosophie à l’université d'Iéna, puis se consacre à l’histoire et à la littérature historique. En 1734 il est nommé prédicateur de Memmingen, puis, en 1753, surintendant de cette même paroisse. 

## Œuvres
- Amoenitates litterariae, Francfort et Leipzig, 1724-31 ;
- Amoenitates historiae ecclesiasticae et literariae, Francfort et Leipzig, 1737 ;
- Acta Historico-Ecclesiastica Saeculi XV und XVI, 1738.